# Sirivannavari
Sirivannavari Nariratana Rajakanya (en tailandés: สิริวัณณวรี นารีรัตนราชกัญญา; Bangkok, 8 de enero de 1987) es una princesa del Reino de Tailandia y es la única hija del rey Vajiralongkorn con su ex consorte Sujarinee Vivacharawongse (comúnmente conocida como Yuvadhida Polpraserth). Ocupa el tercer puesto en la línea de sucesión al trono de Tailandia.
Ella es también la única de sus hijos comunes en la línea de sucesión al trono tailandés y que lleva títulos reales. Ha producido trabajos como diseñadora de moda y compitió en deportes como jugadora ecuestre y de bádminton.

## Temprana edad y educación
Sirivannavari nació en Bangkok. Tiene cuatro hermanos. Tras el divorcio de sus padres, su madre se mudó con sus hermanos al Reino Unido; su padre luego ordenó el retorno de Sirivannavari a Tailandia.
Sirivannavari se graduó con una licenciatura en Artes de la Universidad de Chulalongkorn y una maestría en diseño de la Ecole de la Chambre Syndicale de la Couture Parisienne. Fue elevada al estatus de princesa por orden real de su abuelo, el rey Bhumibol Adulyadej, el 15 de junio de 2005.

## Vida personal
Sirivannavari representó a Tailandia en bádminton en los Juegos del Sudeste Asiático de 2005 en Filipinas, ganando una medalla de oro por equipos. En esto, sigue los pasos de su abuelo, el rey Bhumibol Adulyadej, quien representó a su país en eventos internacionales de vela. Un torneo de bádminton que debutó en 2016, el Masters de Tailandia, lleva su nombre.
En 2007, Sirivannavari fue invitada por Pierre Balmain, el modisto francés, para presentar su desfile de moda en París. Su colección debut en París se tituló Presence of the Past, que se basó en los recuerdos de su abuela real y le dio una interpretación moderna al traje tradicional tailandés. Al año siguiente, presentó su propio desfile de moda en París. Diseñó un vestido usado por la participante tailandesa en el certamen Miss Universo Tailandia 2018.
Sirivannavari comenzó a montar a caballo a los nueve años. Se formó en Francia en el International Moniteur d'Equitation, Le Cadre Noir de Saumur. Compitió como miembro del equipo de deportes ecuestres de Tailandia en los Juegos SEA de 2013 y 2017.
Sirivannavari ha sido designada como especialista en el Ejército Real de Tailandia con el rango de general de división, según la gaceta real.
El rey Maha Vajiralongkorn anunció el nombramiento de su hija en la última ronda de ascensos militares que entró en vigor el 1 de abril de 2023.